# Малопіщаний провулок (Київ)
Малопіща́ний прову́лок — зниклий провулок, що існував у Жовтневому районі (нині — територія Шевченківського району) міста Києва, місцевість Шулявка. Пролягав від Піщаного провулку до Старопіщаного провулку.

## Історія
Провулок виник у середині XX століття під назвою Нова вулиця. Назву Малопіщаний провулок набув 1955 року. Ліквідований 1977 року у зв'язку зі знесенням старої забудови